# 八戸市立柏崎小学校
八戸市立柏崎小学校（はちのへしりつ かしわざきしょうがっこう）は、青森県八戸市青葉2丁目にある公立小学校。

## 沿革
- 1936年（昭和11年）12月1日 - 八戸市柏崎尋常小学校創立（八戸市大字類家字堤端13番地）。
- 1938年（昭和13年）3月25日 - 校旗樹立式挙行。
- 1941年（昭和16年）
  - 2月11日 - 校歌制定（作詞:土井晩翠・作曲:志賀静男）。
  - 4月1日 - 国民学校令により、八戸市柏崎国民学校と改称。
- 1946年（昭和21年）12月1日 - 創立10周年記念式挙行し、祝賀会開催。
- 1947年（昭和22年）
  - 1月22日 - 学校給食開始。
  - 4月11日 - 学制改革により、八戸市立柏崎小学校と改称。
- 1948年（昭和23年）5月30日 - 第1回学校・PTA連合大運動会開催。
- 1951年（昭和26年）2月23日 - 全校完全給食実施。
- 1952年（昭和27年）9月14日 - 学校・PTA・体育振興会・各町内会合同運動会開催。
- 1956年（昭和31年）12月1日 - 創立20周年記念式並びに祝賀会挙行。
- 1959年（昭和34年）4月20日 - 学校増築（6教室・昇降口・便所・つなぎ廊下）。
- 1960年（昭和35年）5月20日 - 校門3箇所新築、給食調理室改装整備。中庭池、花壇、温室、足洗い場完成。
- 1963年（昭和38年）6月30日 - 改築校舎（鉄筋3階）第1期工事竣工。
- 1967年（昭和42年）7月17日 - 改築校舎第5期工事竣工（教室3・消火用ポンプ室）後、全児童改築校舎に移転。
- 1968年（昭和43年）
  - 1月25日 - 体育館工事竣工。
  - 2月11日 - 創立30周年記念式典挙行。
  - 5月16日 - 9時48分頃に十勝沖地震が発生したが、本校の被害は微少だった。
- 1974年（昭和49年）12月14日 - 交通少年団結成。
- 1979年（昭和54年）
  - 3月25日 - 校舎増築工事竣工。
  - 8月1日 - 学校プール完成。
- 1980年（昭和55年）1月27日 - 第1回合唱部吹奏楽部合同演奏会。
- 1984年（昭和59年）度 - 児童数が最多の1208名となる。
- 1986年（昭和61年）12月1日 - 創立50周年記念式典及び祝賀会を挙行。
- 1987年（昭和62年）5月17日 - 上屋付き土俵落成。
- 1994年（平成6年）12月28日 - 21時19分頃に三陸はるか沖地震が発生し、体育館・渡り廊下・プール・給水管に被害を受ける。
- 1996年（平成8年）12月2日 - 創立60周年記念式典及び祝賀会を挙行。
- 1999年（平成11年）7月11日 - ゆりの木通り側の旧校舎門撤去。
- 2000年（平成12年）7月19日 - 給食自校方式終了。
- 2006年（平成18年）12月1日 - 創立70周年記念式典及び祝賀会挙行。柏っこミュージアムオープンセレモニー開催。
- 2008年（平成20年）7月24日 - 0時26分頃に岩手県沿岸北部地震が発生し、体育館・渡り廊下・エキスパンションに被害を受ける。
- 2009年（平成21年）4月1日 - 自閉症・情緒障害学級開設。
- 2011年（平成23年）
  - 3月11日 - 14時46分頃に東日本大震災が発生し、東渡り廊下に亀裂が生じ、プールサイドが陥没する被害を受ける。
  - 4月1日 - 肢体不自由学級開設。
  - 5月26日 - 青葉の新校舎並びに体育館竣工。
  - 8月1日 - 青葉2丁目7番1号に建設した新校舎に移転。
  - 12月1日 - 新校舎落成記念式典挙行。
- 2016年（平成28年）
  - 3月7日 - 創立80周年記念事業協賛会「設立総会」。
  - 5月17日 - 創立80周年記念事業として白梅・かしわ2本植樹。
  - 7月23日 - 80周年記念サマーフェスタとして80m流しそうめんとプロジェクションマッピング及び打ち上げ花火を実施。
  - 11月11日 - 創立80周年記念式典及び祝賀会挙行。
- 2018年（平成30年）6月3日 - 「旧柏崎小お別れ会」が同窓会主催で開催される。
- 2019年（平成31年）3月30日 - 旧校舎の玄関壁面から取り外したえんぶりの絵画を同窓会が保存処理し、センターホールに設置する。
- 2020年（令和2年）3月3日 - 新型コロナウイルス感染症対策のため3月26日まで臨時休校の措置を採る。

## 学区
- 廿八日町・塩町・下大工町・十一日町・若葉町・西類家・中類家・南類家・北類家・類家・類家4丁目・類家5丁目・諏訪3丁目・緑町・東青葉町・青葉町・青葉2丁目（1番～7番）・南類家1丁目（1番・6番・7番・13番～16番・23番～26番）[1]

## アクセス
- JR八戸線小中野駅から、徒歩約820m・約13分（直線距離は700m弱だが、道路の関係でやや遠回りとなる）。
- 八戸市営バス「1」・「3」・「C5」・「8」・「Y26」・「30」の各系統で、
  - 「検診センター前」バス停から、徒歩約280m・約4～5分。
  - 「蟇平」(がまたい)バス停から、徒歩約300m・約5分。

## 周辺
- 八戸学院聖アンナ幼稚園 - 進学前幼稚園のひとつ。
- 総合検診センター
- 八戸市立高等看護学院
- 類家中央3号公園
- 蟇館公園
- 八戸市立小中野中学校
- 八戸市立第三中学校